# وادي الهودي
وادي الهدي هو وادي يقع في في الصحراء الشرقية جنوب مصر . هنا كانت توجد مقالع الجمشت القديمة. يُعد وادي الهدى موقع هام من المواقع الآثرية نظراً للعدد الكبير من النقوش الصخرية واللوحات الموجودة فيها، والتي يرجع تاريخها بشكل رئيسي إلى الدولة الوسطى، حيث كان الجمشت شائعًا بشكل خاص في هذه الفترة. تنتهي حدود وادي الهودي شمالاً في وادي النيل على بعد بضعة كيلومترات شمال أسوان وصولاً إلى هناك من الجنوب الشرقي. و تقع محاجر الجمشت القديمة على بعد حوالي 20 كيلومترًا جنوب شرق أسوان.
تعود أقدم النقوش المؤرخة في وادي الهدي إلى الملك منتو-حتب الرابع أحد ملوك الأسرة الحادية عشر الذي حكم حوالي عام 2000 قبل الميلاد. فتوجد هناك خمسة نصوص مؤرخة في السنة الأولى للملك وتشير بوضوح إلى أن هدف الحملة هو إحضار حجر الجمشت. و يعود تاريخ المزيد من هذه النقوش إلى الأسرة الثانية عشرة تحت حكم الملك س-ن-وسرت الأول . و إحدى هذه النقوش تذكر الوزير إنتف-إقر، و آخرى تذكر المدير السامي حور. كما تم أيضًا توثيق حملات ونقوش ملوك الأسرة الثانية عشرة أمن-م-حات الثاني وس-ن-وسرت الثالث وأمن-م-حات الثالث. و كان آخر ملك من ملوك الأسرة الثانية عشرة قام بإرسال بعثة إلى الوادي هو أمن-م-حات الرابع . و أخيرًا هناك العديد من النصوص التي تقدم أدلة على وجود حملات تنقيب في عهد الملك سوبك-حتب الرابع أحد ملوك الأسرة الثالثة عشر. ويعود تاريخ حملته إلى السنة السادسة من حكمه. و عالباً ما تظهر حتحور، التي يطلق عليها سيدة حجر الجمشت، على هذه النقوش.
يوجد بالإضافة إلى النقوش 39 موقعًا أثريًا في جميع أنحاء المنطقة. و هي مواقع محفوظة جيداً بشكل يدعوا إلى الدهشة على جدران لا تزال بارتفاع مترين. هذه المواقع الأثرية هي المفتاح لفهم طريقة التنقيب عن الأحجار الكريمة، وكيفية قيام الحكومة المصرية بتنظيم هذا العمل، ومعرفة طبيعة استخدام العبيد في مصر من عدمه، وطبيعة التعامل بين المصريين والنوبيين، ومستويات إجادة طبقة الجنود للقراءة والكتابة، وإسلوب الإمداد والتموين الحكومي ودعم المشاريع الإستكشافية، وما هو المكان المحتمل لأصل نشأة معظم أحجارالجمشت في العالم القديم المطل على البحر الأبيض المتوسط.
إن أنشطة التعدين الأخرى بالإضافة إلى الذهب، معروفة في فترات أخرى من التاريخ المصري تمتد إلى العصر الروماني، أو ربما لا تتعدى أوائل الفترة العربية.

## روابط خارجية
- رحلة وادي الهدي